# Hieracium nigrostylum
Hieracium nigrostylum es una especie de planta con flor del género Hieracium, de la familia Asteraceae, orden Asterales.

## Distribución
Hieracium nigrostylum se distribuye por Polonia y República Checa.

## Taxonomía
Fue descrita científicamente por Zlatník.